# تری نان
تری نان (انگلیسی: Terri Nunn؛ زادهٔ ۲۶ ژوئن ۱۹۶۱) یک موسیقی‌دان اهل ایالات متحده آمریکا است. وی از سال ۱۹۷۴ میلادی تاکنون مشغول فعالیت بوده‌است.